# 경순왕후
경순왕후 박씨(敬順王后 朴氏, ?~?)는 추존왕 도조(度祖)의 추존왕비이다. 조선의 제1대 왕 태조(太祖)의 조모이다. 본관은 문주(文州)이다. 시호는 경순왕후(敬順王后)이다.

## 생애
원나라의 천호(千戶)이며 증 문하시중(贈 贈門下侍中) 안변부원군(安邊府院君) 박광(朴光)의 딸로 태어났다. 역시 천호였던 이춘(李椿)과 혼인하였다. 두 아들을 낳았는데 맏아들은 이자흥(李子興, 완창대군)이고 다음 아들은 이자춘(李子春, 환조)이다. 박씨가 사망하자 이춘은 조씨(趙氏)와 재혼을 한다. 사후에 조선이 건국되고 1392년(태조 1년) 7월 28일 손자인 태조의 4대의 조상에게 존호를 올림으로 경비(敬妃)라 하였다가, 1411년(태종 11년) 4월 22일 증손자인 태종 때 종묘의 4실에 존호를 가상하여 시호는 경순왕후(敬順王后)라 하였다. 능은 함경남도 흥남시에 위치한 순릉(純陵)이며, 남편 도조의 의릉(義陵)은 함경남도 함흥시에 위치해 있다.

## 가계
본가 문주 박씨(文州 朴氏)
- 조부 : 박통(朴通)
  - 아버지 : 박광(朴光) - 연려실기술 제1권의 주석에 박씨 족보에는 이름을 박한보(朴韓甫)라 하였다,[5] 영조실록은 박한보(朴閑甫)라고 일컬었다.[6]

왕가(王家 : 전주 이씨)
- 남편 : 도조(度祖, ?~1342년 음력 7월 24일)
  - 완창대군(完昌大君) 이자흥(李子興) 이탑사불화(李塔思不花)
  - 환조대왕(桓祖大王) 이자춘(李子春)
  - 완원대군(完原大君) 이자선(李子宣)
  - 완천대군(完川大君) 이평(李平)
  - 완성대군(完成大君) 이종(李宗)
  - 문혜공주(文惠公主) - 대장군(大將軍) 문인영(文仁永)에게 하가
  - 문숙공주(文淑公主) - 다루가치(達魯花赤) 김마분(金馬粉)에게 하가
  - 문의공주(文懿公主) - 허중(許重)에게 하가